# Grote Prijs Beeckman-De Caluwé 1976
De 34e editie van de Belgische wielerwedstrijd Grote Prijs Beeckman-De Caluwé werd verreden op 22 juli 1976. De start en finish vonden plaats in Ninove. De winnaar was André Dierickx, gevolgd door Paul Clinckart en Giovanni Jiménez.

## Uitslag
| Grote Prijs Beeckman-De Caluwé 1976 |                   |                          |        |
| Plaats                              | Naam              | Ploeg                    | Tijd   |
| Winnaar                             | André Dierickx    | Maes Pils-Rokado         | 3u 44' |
| 2                                   | Paul Clinckart    | Miko-De Gribaldy-Superia | 15"    |
| 3                                   | Giovanni Jiménez  | Gero-Eurosol             | z.t.   |
| 4                                   | Willy In 't Ven   | Gero-Eurosol             | z.t.   |
| 5                                   | Adrien De Leeuw   | Gero-Eurosol             | 2' 30" |
| 6                                   | Julien Van Lint   | Ebo-Cinzia               | z.t.   |
| 7                                   | Eric Van De Wiele | Maes Pils-Rokado         | z.t.   |
| 8                                   | Jacques Martin    | Zoppas-Splendor-Sinalco  | 2' 35" |
| 9                                   | Marc Meernhout    | Ebo-Cinzia               | z.t.   |
| 10                                  | Frank Arijs       | Ebo-Cinzia               | 3' 05" |

1943 · 1944 · 1945 · 1946 · 1947 · 1948 · 1949 · 1950 · 1951 · 1952 · 1953 · 1954 · 1955 · 1956 · 1957 · 1958 · 1959 · 1960 · 1961 · 1962 · 1963 · 1964 · 1965 · 1966 · 1967 · 1968 · 1969 · 1970 · 1971 · 1972 · 1973 · 1974 · 1975 · 1976 · 1977 · 1978 · 1979 · 1980 · 1981 · 1982 · 1983 · 1984 · 1985 · 1986 · 1987 · 1988 · 1989 · 1990 · 1991 · 1992 · 1993 · 1994 · 1995 · 1996 · 1997 · 1998 · 1999 · 2000 · 2001 · 2002 · 2003 · 2004 · 2005 · 2006 · 2007 · 2008 · 2009 · 2010 · 2011 · 2012 · 2013 · 2014 · 2015 · 2016 · 2017 · 2018 · 2019 · 2020 · 2021 · 2022